# Ер Трансатов лет 236
Ер Трансатов лет 236 је био лет између Торонта у Канади и Лисабона у Португалији, 24. августа 2001. године на чијем челу се налазио Капетан Роберт Пиче, а копилот је био Дирк Де Јегер. У резервоарима је нестало горива, док се авион налазио изнад Атлантског океана. У авиону је било 306 људи од којих су 293 били путници. Упркос недостатку горива, авион је успео да долети до Азорских острва где је успешно слетео.
Већина путника су били Канађани, који су посећивали Португал и Португалци који су ишли у Португал, да би посетили своје породице.

## Инцидент
У 05:33 по локалном времену, када се авион налазио изнад Атлантског океана (42° 44′ 00″ С; 23° 05′ 00″ З / 42.733333° С; 23.083333° З), огласио се сензорни аларм за неравнотежу горива, који је показао је ниво горива у резервоару у десном крилу много виши од оног у левом. Капетан је мислио да је у питању компјутерска грешка, непомишљајући да је у питању цурење горива. Тада Ербасови авиони нису имали сензоре који би указали на цурење горива.
Капетан Пиче је питао посаду да ли кроз прозоре виде цурење горива из крила, али их је ноћ и слаба видљивост у томе спречила. Капетан је тада одлучио да део горива из резервоара из десног крила пребаци у резервоар у левом крилу.
Пиче је и даље сматрао да је дошло до компјутерске грешке и да нема разлике у нивоу горива између десног и левог резервоара. Када се у 06:13 по локалном времену мотор број 2(десни мотор) угасио, Пиче је закључио су очитавања компјутера била тачна.
Капетан Пиче је у 06:13 по локалном времену пријавио да се мотор број 2 угасио. Авион није могао да са једним моторем остане на висини од 10.000 метара. Тако да је полако почео да смањује висину летења. У 06:23, 16 минута касније и леви мотор се угасио. Тада је авион постао огромна једрилица. Крила А330 су конструисана тако да авион не губи висину брзо, без потиска мотора. Тада је капетан Пиче активирао РЕМ турбину. РЕМ трубина која се налази испод авиона и има пропелер који покреће струјање ваздуха, обезбеђује довољно енергије за покретање основне авионике и хидрауличних система.
У 06:45 по локалном времену, авион је слетео на војну базу на Азорским острвима. При слетању пукле су 8 од 10 гума, али ни један путник није био озбиљније повређен. Овим летом је оборен рекорд у броју прелетених километара без мотора (120 километара).

## Истрага
Каснијом истрагом откривено је да узрок несреће није била људска грешка. Пар дана пре несреће, на авиону је замењен мотор број 2, другим мотором који је позајмљен од Ролс-Ројса. При замени мотора један хидраулични део је био погрешно инсталиран, што је био узрок ове несреће.

## Драматизација
Ова несрећа је добила своју драматизацију у канадској емисији Мејдеј. Ова несрећа је драматизована у 16. епизоди прве сезоне.